# Conor O'Farrell
Conor O'Farrell (Glendale (Californië), 13 januari 1956) is een Amerikaans acteur.
Naast zijn filmwerk speelde O'Farrell hulpsheriff Jeffrey McKeen in CSI: Crime Scene Investigation (2005-2012) en had hij kortlopende rollen in talloze andere televisieseries.

## Filmografie

### Films
Uitgezonderd korte films.
- 2015 See You in Valhalla - als Woody Burwood
- 2013 Angel's Perch – als Jacobson
- 2012 Midnight Sun – als Garth Harring
- 2011 The Lincoln Lawyer – als rechter Orton Powell
- 2010 Legacy – als Bill Epstein
- 2010 Night and Day – als Bill Greer
- 2009 The Hunter’s Moon – als Pat Garrett
- 2008 Flash of Genius – als Chris Finley
- 2001 61* – als Luman Harris
- 1999 Stir of Echoes – als Harry Damon
- 1996 Abduction of Innocence – als advocaat John Loomis
- 1996 The Trigger Effect – als politieagent
- 1995 Eye of the Stalker – als politieagent Lane
- 1995 Deceived by Trust: A Moment of Truth Movie – als Frank Kerns
- 1994 Moment of Truth: Murder or Memory? – als rechercheur John Avery
- 1994 Moment of Truth: Caught in the Crossfire – als Roger McKay
- 1993 Moment of Truth: A Child Too Many – als Aaron Nowakowski
- 1993 Mother of the Bride – als Andrew
- 1992 Back to the Streets of San Francisco – als David O'Conner
- 1991 Baby of the Bride – als Andrew
- 1991 Death Dreams – als Bennett Massell
- 1991 Seeds of Tragedy – als Paul
- 1991 Perry Mason: The Case of the Glass Coffin – als Paul Torrence
- 1990 Children of the Bride – als Andrew
- 1989 The Revenge of Al Capone – als sergeant Callahan
- 1988 Apartment Zero – als Dubbing

### Televisieseries
Uitgezonderd eenmalige gastrollen.
- 2019 The Red Line - als Gary Evans - 4 afl.
- 2018 Shooter - als Rick Culp - 2 afl.
- 2016 Game of Silence - als Roy Carroll - 10 afl.
- 2014 Gang Related - als Malcolm Goetz - 4 afl.
- 2014 Revolution - als dr. Bradley Jaffe - 2 afl.
- 2005 - 2012 CSI: Crime Scene Investigation - als ondersheriff Jeffrey McKeen - 13 afl.
- 2012 True Blood - als rechter Clements - 2 afl.
- 2011 - 2012 Justified - als ATF agent Keaton - 2 afl.
- 2010 - 2011 Law & Order: Los Angeles - als Lane Garfield - 2 afl.
- 2010 Lie to Me - als Bernard Dillon - 3 afl.
- 2010 The Pacific - als dr. Sledge - 4 afl.
- 2005 - 2008 Medium - als Larry Watt - 6 afl.
- 2006 - 2007 The Unit - als generaal Heath - 4 afl.
- 2004 - 2005 Nip/Tuck - als rechercheur Fischman - 4 afl.
- 2005 Surface - als Barry - 2 afl.
- 2005 Desperate Housewives - als rechercheur Copeland - 3 afl.
- 2003 24 - als Ted Packard - 3 afl.
- 2002 - 2003 Without a Trace - als Graham Spaulding - 3 afl.
- 2001 Philly - als Martin Toland - 2 afl.
- 2000 Buffy the Vampire Slayer - als kolonel McNamara - 3 afl.
- 1999 Early Edition - als rechercheur Savales - 2 afl.
- 1999 ER - als Richard Abbott - 2 afl.
- 1998 From the Earth to the Moon - als James McDivitt - 4 afl.
- 1997 - 1998 Party of Five - als Howard Bester - 4 afl.
- 1996 - 1997 Dark Skies - als Phil Albano - 17 afl.
- 1995 - 1996 NYPD Blue - als rechercheur Stuart Morrisey - 4 afl.
- 1996 Murder One - als dr. Paul Kressel - 4 afl.
- 1989 Matlock - als Billy Costello - 2 afl.
- 1989 21 Jump Street - als Frank Farrell - 3 afl.
- 1989 Hunter - als Lenny Pike - 2 afl.

- International Standard Name Identifier: 0000 0001 1336 6536
- Library of Congress Control Number: no2011000420
- Nationale Bibliotheek van Israël: 987007345249605171
- Virtual International Authority File: 165551237
- WorldCat: E39PBJwX7mxTdtMcPpptTFhT73